# Виттенберг (район)
Виттенберг (нем. Wittenberg) — район в Германии.
Центр района — город Виттенберг. Район входит в землю Саксония-Анхальт. Занимает площадь 1508,01 км². Население — 122 467 чел. Плотность населения — 81 чел./км².
Официальный код района — 15 1 71.
Район подразделяется на 52 общины.